# أشلي هينسون
أشلي هينسون (بالإنجليزية: Ashley Hinson) هي سياسية أمريكية عضو في الحزب الجمهوري ولدت في 27 يونيو 1983.